# Теохаріді Теохарій Георгійович
Теохарій (Феохара) Георгійович Теохаріді (Феохаріді) (1889 — 1938) — історик України, археолог

## Життєпис та науковий доробок
Народився в  1889 році у родині торговця.
З отриманням середньої освіти, від 1911 року давав приватні уроки з грецької мови. 
У 1925 році закінчив історичне відділення  Одеського інституту народної освіти.
До цього він вже став членом археологічної секції Одеської комісії краєзнавства при ВУАН, згодом (1927 р.) членом і секретарем секції по вивченню грецької нацменшини в Україні та співстарателем (1926 р.), а від березня 1930 року  був дійсним членом історично-етнологічного відділу ВУНАС. На засіданнях останнього виступив з доповіддю «До історії грецької еміграції з Туреччини» (1929 р.). У складі секції по вивченню сучасних грецьких колоністів Степової України провів роботу по вивченню й систематизації історичних пам'яток грецького населення Одеси. У жовтні 1928 року був прийнятий до аспірантури науково-дослідної кафедри  Одеського істоико-археологічного музею..
Під час навчання підготував письмову роботу «Депо ливарника палеометалевої доби, знайденого в  1856 році  біля Тилігульського лиману». У період перевірки науково-дослідних установ Одеси (листопад 1930 р.), був виключений із складу аспірантів кафедри археології, за непролетарське походження та розбіжність з марксистсько-ленінською методологією. Навчання в аспірантурі закінчити йому не вдалося.
В 1930 році брав участь у досліджуванні Ак-Мечетського городища на Бузі під керівництвом Ф. Козубовського. У середині 1930-х працював учителем історії у середніх школах № 46 і № 8.
16 грудня 1937 року був заарештований як грецький шпигун. Засуджений до страти. Розстріляний  4 лютого 1938 року.  Реабілітований посмертно.

## Праці
- Рито-, літо- та фотопортрети Одеського державного історико-археологічного музею // Вісник Одеської комісії кражєзнавства при ВУАН. — Ч. 4-5. Секція археологічна. — Одеса, 1930;
- Грецька військова колонізація на півдні України наприкінці XVIII та на початку ХІХ ст.: (Поселення під м. Одесою) // Вісник  Одеської комісії кражєзнавства  при ВУАН. — Ч. 4-5. Секція для вивчення грецької нацменшості. — Одеса, 1930.